# Sigillo di Guam
Il sigillo di Guam appare nel mezzo della Bandiera di Guam. Mostra la baia di Agana vicino Hagåtña, una proa locale e un albero di palma. Charles Alan Pownall approvò il sigillo nel 1946.

## Descrizione
L'albero di cocco, conosciuto anche come "albero della vita", assume una posizione dominante nel sigillo. La forma del sigillo è quella dei proiettili da fionda che il popolo Chamorro usavano per la guerra e per la caccia; essi erano fatti di basalto e corallo.
La palma, crescendo sulla sabbia non fertile, simboleggia l'autonomia e la volontà di crescere e sopravvivere in ogni circostanza, con le sue fronde aperte che sfidano gli elementi a piegare la sua volontà; il tronco flesso è immagine di un popolo provato dalle carestie, dalle calamità naturali, dal genocidio e da guerre straniere ma che ha continuato a resistere come razza.
Il sigillo mostra anche una proa, una barca a vela costruita dai Chamorro, che con la sua velocità e agilità richiede maestria nella costruzione e nella navigazione. Il corso d'acqua, che si immette nell'oceano, simboleggia la volontà di condividere le risorse della propria terra con gli altri. La presenza della terraferma sullo sfondo simboleggia l'attaccamento dei Chamorro alla propria patria e al proprio ambiente, sia terrestre che marino. Sempre sullo sfondo, il mare continua infinito, ritraendo la dedizione fedele del popolo nel tramandare all'infinito mare delle generazioni future la cultura, la lingua e le proprie orgogliose tradizioni.